# Podoces biddulphi
El arrendajo terrestre de Xinjiang (Podoces biddulphi) es una especie de ave paseriforme de la familia Corvidae endémica de China. Su tamaño no excede el de la mano de un ser humano, y su plumaje es color blanquecino parduzco.
Desde el 2004, la Unión Internacional para la Conservación de la Naturaleza (UICN) ha definido el estado de conservación esta especie como una "especie casi amenazada" a causa de la fragmentación de su hábitat y la degradación del mismo.